# Olynthus punctum
Olynthus punctum is een vlinder uit de familie van de Lycaenidae. De wetenschappelijke naam van de soort werd als Thecla punctum in 1852 gepubliceerd door Herrich-Schäffer.

## Synoniemen
- Thecla stigmatos Druce, 1890
- Olynthus ruberangulus Austin & Johnson, 1998